# Jens Keukeleire
Jens Keukeleire (Bruges, 23 novembre 1988) è un ex ciclista su strada belga, è stato professionista dal 2010 al 2023, specialista delle classiche, ha vinto una tappa alla Vuelta a España 2016 e due edizioni del Giro del Belgio.

## Carriera
Giunto al ciclismo dopo aver praticato calcio e canottaggio, da dilettante corre per il Wielerclub Soenens; nel 2009 viene selezionato dalla Nazionale belga per partecipare alla gara in linea Under-23 dei campionati del mondo di Mendrisio, ma si ritira.
Alla fine del 2009 viene ingaggiato dalla squadra francese Cofidis: la stagione 2010 è dunque la sua prima da corridore professionista. Le prime gare cui partecipa sono il Challenge de Mallorca e la Volta ao Algarve, in febbraio; in sette giorni di corsa si classifica quattro volte tra i migliori dieci in arrivi in volata. In marzo ottiene quattro vittorie: prima vince allo sprint la Le Samyn, poi si aggiudica una tappa e la classifica generale della Tre Giorni delle Fiandre Occidentali e, due settimane più tardi, fa sua anche la Nokere Koerse.
Nel 2011 è quarto alla Nokere Koerse; in quella stagione vince comunque una frazione allo Österreich-Rundfahrt. L'anno dopo si trasferisce tra le file della formazione UCI World Tour australiana Orica-GreenEDGE: coglie i primi successi con la nuova maglia nel 2013, aggiudicandosi due tappe alla Vuelta a Burgos. Dopo un 2014 senza particolari acuti, nel 2015, ancora in maglia Orica, si classifica sesto nella prestigiosa Parigi-Roubaix, ultimo nel gruppetto dei migliori; a fine anno viene anche convocato in Nazionale per la gara in linea Elite dei campionati del mondo di Richmond.
Nel 2016 vince la prima frazione del Giro di Slovenia e si piazza secondo alla Halle-Ingooigem; in settembre è quindi in evidenza prima alla Vuelta a España, in cui conquista allo sprint la tappa con arrivo a Bilbao, e poi al Gran Premio Bruno Beghelli, con il terzo posto in volata. L'anno dopo ottiene un importante piazzamento alla Gand-Wevelgem, riaffermandosi come protagonista delle classiche: chiude infatti sul podio, secondo, regolato in uno sprint a due da Greg Van Avermaet. A fine maggio si aggiudica quindi la classifica finale del Giro del Belgio, superando Rémi Cavagna in graduatoria grazie agli abbuoni del Golden Kilometer nella quinta e ultima tappa.

## Palmarès
- 2009 (WC Soenens-Yawadoo-Germond, tre vittorie)

Grand Prix de Pont á Marcq - Circuit du Pévèle
Grote Prijs Stad Geel
Boucles Guégonnaises
- 2010 (Cofidis, quattro vittorie)

Le Samyn
1ª tappa Tre Giorni delle Fiandre Occidentali
Classifica generale Tre Giorni delle Fiandre Occidentali (Courtrai > Bellegem)
Nokere Koerse
- 2011 (Cofidis, una vittoria)

3ª tappa Österreich-Rundfahrt (Kitzbühel > Prägraten-am-Großvenediger)
- 2013 (Orica-GreenEDGE, due vittorie)

2ª tappa Vuelta a Burgos (Roa de Duero > Clunia)
3ª tappa Vuelta a Burgos (Villadiego > Ojo Guareña)
- 2016 (Orica-BikeExchange, due vittorie)

1ª tappa Giro di Slovenia (Lubiana > Capodistria)
12ª tappa Vuelta a España (Los Corrales de Buelna > Bilbao)
- 2017 (Orica-Scott, una vittoria)

Classifica generale Giro del Belgio
- 2018 (Lotto Soudal, una vittoria)

Classifica generale Giro del Belgio

### Altri successi
- 2010 (Cofidis, due vittorie)

Classifica a punti Tre Giorni delle Fiandre Occidentali
Classifica giovani Tre Giorni delle Fiandre Occidentali
- 2012 (Orica-GreenEDGE, una vittoria)

2ª tappa Eneco Tour (Sittard, cronosquadre)

## Piazzamenti

### Grandi Giri
- Giro d'Italia

2012: 127º
2013: 74º
2021: 78º
- Tour de France

2014: 67º
2017: 59º
2018: non partito (10ª tappa)
2019: 98º
2020: 89º
- Vuelta a España

2015: 93º
2016: 64º
2021: 50º

### Classiche monumento
- Milano-Sanremo

2011: 151º
2013: 67º
2014: ritirato
2016: 159º
2017: 52º
2018: 112º
2019: 53º
- Giro delle Fiandre

2011: 106º
2012: 31º
2013: 110º
2014: 37º
2015: 19º
2016: 21º
2017: non partito
2019: 12º
2020: 27º
2021: ritirato
2022: ritirato
2023: 53º
- Parigi-Roubaix

2010: fuori tempo massimo
2011: 30º
2012: fuori tempo massimo
2013: 46º
2014: 25º
2015: 6º
2016: 77º
2017: 83º
2018: 67º
2019: 29º
2022: 78º
2023: 62º
- Liegi-Bastogne-Liegi

2020: ritirato
- Giro di Lombardia

2015: 88º
2016: ritirato
2017: 97º
2018: 66º

### Competizioni mondiali
- Campionati del mondo

Mendrisio 2009 - In linea Under-23: ritirato
Richmond 2015 - In linea Elite: 71º
Doha 2016 - In linea Elite: ritirato
Bergen 2017 - In linea Elite: 87º

### Competizioni europee
- Campionati europei

Hooglede-Gits 2009 - In linea Under-23: 4º
Plumelec 2016 - In linea Elite: 64º
Herning 2017 - In linea Elite: 92º
Alkmaar 2019 - In linea Elite: 28º
- Giochi europei

Baku 2015 - In linea: 19º